# 斯塔里克
51°21′40″N 30°40′10″E / 51.36111°N 30.66944°E
斯塔里克（烏克蘭語：Старик），是烏克蘭北部切爾尼希夫州切爾尼希夫區米哈伊洛-科秋宾斯凯市镇的村落。始建於1940年，面積0.26平方公里，海拔高度104米，2001年人口150，人口密度每平方公里576.9人。